# Prima TV (Tschechien)
Prima TV (offiziell: Prima televize) ist ein Vollprogramm-Privatfernsehen in Tschechien. Besitzer ist die Firma FTV Prima, Generaldirektor des Senders ist Marek Singer. Der Hauptsitz des Senders befindet sich in Prag.
TV Prima sendet seit 1992. Zunächst wurde unter den Namen FTV Premiéra, später Premiéra TV, ein Programm für Prag und Zentralböhmen ausgestrahlt. 1994 erhielt der Sender eine Rundfunklizenz mit der Auflage, einen Teil der Sendezeit lokalen und regionalen Rundfunkbetreibern zur Verfügung zu stellen. Obwohl dieser Auftrag mit der Zeit in den Hintergrund getreten ist, wurde die Rundfunklizenz 2003 bis 2018 verlängert.
Am 3. Januar 1997 wurde der Name Prima televize, mit der im Tschechischen doppelten Bedeutung „erstes“ oder „prima“ Fernsehen, angenommen.
Im Herbst 2005 beteiligte sich der schwedische Konzern MTG mit einem 50 %-Aktienanteil am Unternehmen.
2017 wurde die FTV Prima-Gruppe von der Modern Times Group verkauft und von Ivan Zach, einem tschechischen Geschäftsmann und Eigentümer der Finanzgruppe GES, übernommen.
Gleichzeitig kündigte FTV Prima eine Partnerschaft mit CNN International an, was zum Start von CNN Prima News führte, dem ersten großen Konkurrenten von ČT24.

## News FTV Prima
- Nachmittags Nachrichten
- News FTV Prima
- Kriminalität News
- Zuschauer News
- VIP-News

## Programm
Prima ist ein Vollformat-TV-Sender, der 24 Stunden am Tag sendet.

### Inländische Serien
- Hochzeiten in Venedig
- Einkaufszentrum
- Flughafen
- Gewählt
- Ja, Chef
- Tschechoslowakei hat Talent
- Top Star Magazin
- Bauer sucht Frau

### Ausländische Serien
- Julie Lescaut (FR)
- Kommissar Rex (AT)
- Kriminal Las Vegas (USA)
- Inspector Barnaby

## Publikum
Im Jahr 2013 erreichte Prima Marktanteile im Tagesdurchschnitt von 14,6 % in der Gruppe 15+ und 11,79 % in der Gruppe 15–54.
2022 erreichte Prima einen Marktanteil bei den über 15-Jährigen von 25,17 Prozent und war dadurch dritter hinter dem öffentlich-rechtlichen Fernsehen CT Česká televize mit 32,34 Prozent und dem Privatsender TV Nova mit 26,34 Prozent.